# Johann Ofner (Bauernvertreter)
Johann Ofner (* 11. Februar 1876 in Panzing (Gemeinde Kapelln), Niederösterreich; † 11. Jänner 1947 in Kerschenberg (Gemeinde Asperhofen)) war ein österreichischer Bauernvertreter, Bezirksbauernkammerobmann, Bürgermeister und NS-Opfer.

## Leben
Johann Ofner war der älteste Sohn der Bauern Michael Ofner aus der zweiten Ehe des Vaters mit der Bauerntochter Anna (geb. Wutzl) in Panzing (Gemeinde Kapelln) in Niederösterreich. Nach dem frühen Tod des Vaters (1895) wurde Johann 1897 zum dreijährigen Grundwehrdienst der k.u.k. Gemeinsame Armee eingezogen, den er bei einer Artillerieeinheit im Arsenal in Wien ableistete und als Korporal abrüstete.
1903 heiratete er die Bauerntochter Josefa Wallner aus dem Nachbarort Rassing (Gemeinde Kapelln), mit der er bereits zwei Kinder hatte und sie kauften den Bauernhof Kerschenberg (Gemeinde Asperhofen) Nr. 1.
In den folgenden Jahren trafen ihn mehrere schwere Schicksalsschläge, darunter der Tod seiner ersten Frau (1910) und der beiden ältesten Kinder (Johann 1929) und (Anna, verheiratete Fallbacher 1935). Er heiratete 1911 nochmals und hatte 12 Kinder aus beiden Ehen. Der Genealoge Günter Ofner und der Jurist Helmut Ofner sind zwei seiner 32 Enkel.

## Politische Tätigkeit
1907 wurde er zum Bürgermeister seiner Gemeinde Grabensee gewählt und begann durch die Gründung von gemeinnützigen Vereinen (Vieh-, Bienen- und Obstbaumzucht usw.) die Landwirtschaft zu verbessern.
1922 war er Spitzenkandidat der Liste des christlichsozialen Österreichischen Bauernbundes im Bezirk Neulengbach, der 93,9 % der Stimmen und alle 15 Mandate erhielt. Ofner wurde in der Folge zum ersten Obmann der Bezirksbauernkammer Neulengbach gewählt. 1927 wurde er wiedergewählt (13 von 15 Mandate). Bei der nächsten Wahl am 17. April 1932 war die politische Landschaft bereits weit aufgespalten, insgesamt sechs Listen traten zur Wahl an, trotzdem erzielte der Bauernbund mit Ofner an der Spitze 83,8 % der Stimmen und 14 der 15 Mandate. In Grabensee waren es 43 von 44 Stimmen.
Ofner organisierte 1925 die große Land- und Forstwirtschaftliche Bezirks-Ausstellung in Neulengbach, gründete die Weidegenossenschaft Neulengbach, war Mitbegründer der Lagerhaus-Genossenschaft Neulengbach, der Molkerei-Genossenschaft Neulengbach, die Bäuerlichen Fortbildungs-Kurse Neulengbach und mehrerer anderer gemeinnütziger Institutionen. Er war auch am Langzeitprojekt der Tulln-Regulierung beteiligt, ermöglichte die Elektrifizierung seiner Gemeinde, die Einrichtung der ersten Telefonsprechstelle und die Anstellung des ersten Gemeindearztes.
Er war mit dem christlichsozialen Landwirtschaftsminister Landeshauptmann von Niederösterreich Josef Reither und dem niederösterreichischen Bauernbund-Direktor Leopold Figl, 1945 bis 1953 Bundeskanzler, Außenminister und Landeshauptmann befreundet und arbeitete eng mit ihnen zusammen. Wie diese wurde auch Ofner 1938 nach dem Einmarsch der reichsdeutschen Truppen in Österreich von den neuen nationalsozialistischen Machthabern aller politischen Ämter enthoben, schwer misshandelt und verhaftet. Bei den von ihm mitbegründeten gemeinnützigen Genossenschaften wurde er kurzerhand und ohne Wahl aus den Vorständen gestrichen. In den folgenden Jahren waren Ofner und seine Familie zahlreichen Hausdurchsuchungen und Schikanen der nationalsozialistischen Behörden ausgesetzt. 1943 wurde er unter der Anschuldigung regimefeindliche Briefe verschickt zu haben wiederum in Gestapo-Haft genommen und in St. Pölten eingekerkert.
1945 erlebte er vor dem Kriegsende die zerstörerischen Kämpfe im Tulln-Tal und die anschließenden schweren ersten Monate der sowjetischen Besatzungszeit mit. Er übernahm 1945 nochmals die Leitung der Bezirksbauernkammer Neulengbach und konnte im November 1945 einen großen Pferdetransport aus Oberösterreich organisieren, durch den die Wiederaufnahme der Landwirtschaft im Bezirk erst möglich wurde. Bald danach erlitt er einen Schlaganfall, von dem er sich nicht mehr erholte.

## Nachwirkung
Ofner war wesentlich an der Entwicklung der Landwirtschaft in der Region Neulengbach beteiligt. Trotz zweier Weltkriege, der spanischen Grippe, dem Bürgerkrieg usw. existieren und funktionieren viele von ihm mitbegründeten Institutionen noch heute.

## Ehrungen
- Ökonomierat (1929)[4]
- Große goldene Medaille für Verdienste um die Republik Österreich (1932)
- Silberne Verdienstmedaille der Republik Österreich (1938)
- Ehrenbürger zahlreicher Gemeinden